# Real Zaragoza
O Real Zaragoza S.A.D., tratado em Portugal por Saragoça e no Brasil por Zaragoza, é um clube de futebol espanhol da cidade de Saragoça, em Aragão, fundado em 1932 pela fusão de dois clubes.
Com seis títulos de campeão da Copa del Rey em seu cartel, conquistou também dois títulos europeus como maiores destaques.
O clube tem 23 mil sócios e faturamento anual de 23 milhões de euros. Seu estádio se chama Estádio de La Romareda. Atualmente joga na Segunda Divisão Espanhola.

## História
A fundação do Real Zaragoza aconteceria em 1903, quando pessoas da cidade, como empresários e advogados, fundaram o Zaragoza Football Club. Até o fim dos anos 1920, o Zaragoza e o Iberia S.C. criaram uma grande rivalidade entre si. Em 1932, porém, resolveram fundir-se por estarem em situação financeira complicada, e então surgiu o Real Zaragoza, que persiste até os dias atuais. E desde disto o Real Zaragoza não conseguiria ter bons resultados. Conseguiu classificar-se para a primeira divisão da La Liga logo na temporada 1935/1936. Teve de esperar, no entanto, a paralisação da competição em decorrência da Segunda Guerra Mundial.
Não seria, porém, uma seqüência duradoura. Depois do sétimo lugar logo na primeira temporada, o clube voltaria à segunda divisão dois anos depois. A partir daí, o Real Zaragoza passaria outros dez buscando o acesso, que só viria em na temporada 1951/1952.
Nessa década, o momento mais importante para o clube foi a inauguração do novo estádio. “La Romareda” foi um projeto de mais de dez anos, que gerou polêmica com os torcedores pelo fato de o nome ser do gênero feminino. A escolha, no entanto, acabou sendo aceita aos poucos.
Logo nas primeiras temporadas após a estreia, o time conseguiu um de seus melhores momentos. De 1960/1961 a 1967/1968, o Real Zaragoza ficou sempre entre os cinco primeiros do La Liga, conseguindo o terceiro lugar em duas oportunidades. Além disso, nesse período, o clube também chegou a quartas de finais da Copa da Espanha, sendo campeão em duas delas (1963/1964 e 1965/1966).
No início da década de 1970, o Real Zaragoza viveria um momento ruim. Depois de uma década entre os melhores do país, o time teve uma breve passagem pela segunda divisão espanhola em 1971/1972, mas logo retornou à elite. Seria, então, mais um momento de glórias, com o clube conseguindo um terceiro lugar e um vice-campeonato nas temporadas de 1973/1974 e 1974/1975, respectivamente. Depois desses dois anos entre os melhores, o Zaragoza teria uma queda brusca de rendimento e passaria o restante dos anos 1970 na parte mais baixa da tabela.
Na década de 1980, as atuações da equipe na La Liga não foram mais que razoáveis, mas o time viveu novo momento feliz na Copa da Espanha. Foi em 1985/1986, quando o Zaragoza venceu o Barcelona na final e conseguiu seu terceiro grande título.
Nos anos 1990, o melhor momento aconteceu na temporada 1993/1994, quando a equipe conseguiu o terceiro lugar na La Liga, e ainda a quarta Copa da Espanha de sua história. No ano seguinte, o Real Zaragoza arrebataria seu maior título em todos os tempos.
Já na temporada 2005/2006 o Zaragoza fez história chegando as finais da Copa del Rey, com uma vitória nas semifinais vencendo o temido Real Madrid em casa por incríveis 6 a 1 no dia 8 de fevereiro de 2006. Na partida de volta a equipe levou um susto tomando em 10 minutos 3 gols, com a pressão levou o quarto mas não cedeu, eliminando o Real Madrid e conquistando a vaga para a final. Mesmo assim desperdiçou a chance do título perdendo por mais uma goleada para o Espanyol por 4 a 1 no dia 12 de abril daquele mesmo ano. Com a colocação anterior na competição nacional, ganhou lugar na Taça dos Clubes Vencedores de Taças e venceu a final contra o Arsenal. Infelizmente o clube não foi bem na temporada 2007/2008 e acabou sendo rebaixado. Na temporada 2008/2009 o Real Zaragoza disputa a Segunda Divisão Espanhola.
Em abril de 2022, foi divulgada a aquisição de 51% das ações da SAD por um fundo de investimento internacional liderado por Jorge Mas.

## Estádio
O Estádio de La Romareda foi construído em 1957 e fica na cidade de Saragoça. Tem capacidade para 33 608 mil espectadores. 

## Dados
- Temporadas em 1º: 51
- Temporadas em 2º: 18

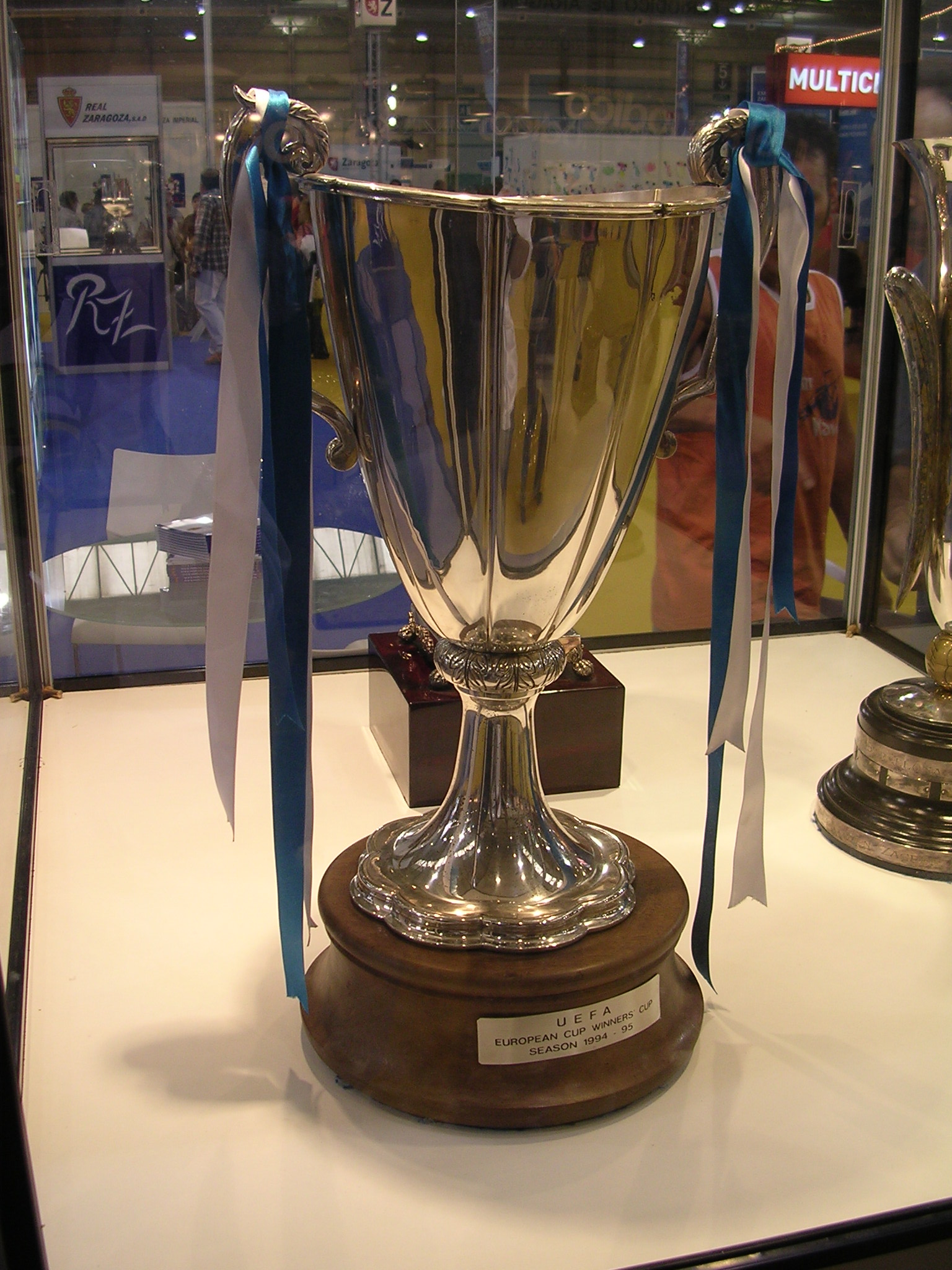
Recopa Europeia 1995

- Melhor posição na liga: 2º (temporada 74-75)
- Pior posição na liga: 20º (temporada 01-02)

Participações em competições européias:
- Recopa = 5
- Taça UEFA = 12

## Títulos Oficiais
| CONTINENTAIS | CONTINENTAIS                         | CONTINENTAIS | CONTINENTAIS                                          |
|              | Competições                          | Títulos      | Temporadas                                            |
|              | Recopa Europeia da UEFA              | 1            | 1994-95                                               |
|              | Taça das Cidades com Feiras          | 1            | 1963-64                                               |
| NACIONAIS    | NACIONAIS                            | NACIONAIS    | NACIONAIS                                             |
|              | Competições                          | Títulos      | Temporadas                                            |
|              | Copa do Rei                          | 6            | 1963-64, 1965-66, 1985-86, 1993-94, 2000-01 e 2003-04 |
|              | Supercopa da Espanha                 | 1            | 2004                                                  |
|              | Campeonato da Espanha de Aficionados | 1            | 1940-41                                               |
| semmdolura   | Campeonato Espanhol - 2ª Divisão     | 1            | 1977-78                                               |
| semmdolura   | Campeonato Espanhol - 3ª Divisão     | 2            | 1932-33 e 1933-34                                     |
| REGIONAIS    | REGIONAIS                            | REGIONAIS    | REGIONAIS                                             |
|              | Competições                          | Títulos      | Temporadas                                            |
|              | Campeonato Regional de Aragão        | 1            | 1939-40                                               |
| TOTAL        | TOTAL                                | TOTAL        | TOTAL                                                 |
|              | Conquistas                           | Títulos      | Categorias                                            |
|              | Títulos oficiais                     | 14           | 2 Continentais, 11 Nacionais e 1 Regional             |
| ------------ | ------------------------------------ | ------------ | ----------------------------------------------------- |